# Myxococcus xanthus
Myxococcus xanthus es una mixobacteria que se presenta en colonias autoorganizadas, depredadoras, saprofitas, de tipo biopelícula, que se denominan enjambres. Estos consisten de células Gram-negativas de morfología bacilo, que presentan un comportamiento autoorganizativo en respuesta a un estímulo ambiental. El enjambre, que ha sido comparado con una manada de lobos, colabora a través del medio ambiente mediante estigmergia. Este comportamiento facilita la alimentación predatoria, pues aumenta la concentración de las enzimas digestivas segregadas extracelularmente por las bacterias. M. xanthus es un organismo modelo para el proceso de estructuración, pues las bacterias en condiciones de escasez de alimento se autoorganizan para formar cuerpos fructíferos: estructuras en forma de cúpula formadas por unas 100.000 células que, a lo largo de varios días, se convierten en mixosporas, cuerpos metabólicamente inactivos y ambientalmente resistentes. Durante la fase agregación, densos grupos de células se mueven en ondas de desplazamiento (olas) durante varias horas.
Un enjambre de M. xanthus es un sistema distribuido; una población de autómatas superpuestos cuya distribución es transparente en el sentido de que se comporta como una única máquina. Contiene millones de células que actúan como un colectivo, exhibiendo un movimiento coordinado a través de una serie de señales que crean patrones dinámicos en respuesta a los estímulos medioambientales. Uno de esos comportamientos (mencionado arriba) se controla a través de una cascada de reguladores de transcripción (RT) bajo el control realizado por la expresión de los genes. Se ha propuesto que todo el comportamiento emergente de M. xanthus está bajo este tipo de control.

## Genoma
La complejidad del ciclo vital de M. xanthus se refleja en un enorme cromosoma de 9,14 Mpb, el genoma procariota más grande conocido hasta la secuenciación de Sorangium cellulosum (12,3 Mpb). Este genoma está disponible en GenBank.

## Relevancia médica
Además de ser un modelo de autoorganización, M. xanthus también produce cientos de metabolitos secundarios potencialmente útiles. Durante la depredación, M. xanthus excreta unos 300 metabolitos secundarios, muchos de los cuales son empleados para realizar la lisis de las células de los microbios presentes en el suelo, de los cuales se alimenta. Muchos de esos metabolitos son de interés médico. Por ejemplo, M. xanthus produce mixalamida, un antibiótico que es efectivo contra levaduras, mohos y enterobacterias. M. xanthus es también una de las mixobacterias más tratables genéticamente. Se ha realizado un gran esfuerzo investigador para modificar genéticamente a M. xanthus para que produzca estos compuestos en un medio controlado, como un fermentador. La investigación actual incluye la producción heteróloga de epotilona B, un policétido que actúa contra las células cancerosas más efectivamente que la droga antitumoral taxol. Finalmente, M. xanthus ofrece una utilidad potencial en la agricultura, pues podría actuar como un agente de control biológico inhibiendo los hongos patógenos en las plantas.

## Evolución
Se ha descubierto que borrando ciertos segmentos del genoma de M. xanthus, estos son incapaces de enjambrar sobre el agar. Los individuos se clonaron y se les permitió evolucionar. Después de un período de 64 semanas, dos de las poblaciones comenzaron a enjambrar casi tan efectivamente como las colonias normales. Sin embargo, los patrones de enjambrado fueron muy diferentes. Esto sugiere que habían desarrollado una nueva forma de desplazarse y esto fue confirmado comprobando que estas poblaciones no habían recuperado la capacidad de desarrollar pilus, los cuales permiten enjambrar a las bacterias normales. Este estudio proporciona nuevos datos sobre la evolución en el campo de la cooperación entre individuos.
Se conoce muy poco acerca de los mecanismos evolutivos presentes en M.xanthus, sin embargo, se ha descubierto que puede establecer una relación de depredador generalista con diferentes presas, entre las que se encuentra Escherichia coli. En esta relación depredador-presa se observa una evolución paralela de ambas especies mediante modificaciones genómicas y fenotípicas, produciendo  en las sucesivas generaciones una mejor adaptación de una de las especies que es contrarrestada por la evolución de la otra, siguiendo un modelo coevolutivo denominado hipótesis de la Reina Roja. Sin embargo, los mecanismos evolutivos presentes en M.xanthus que producen esta evolución paralela aún son desconocidos.

## Galería

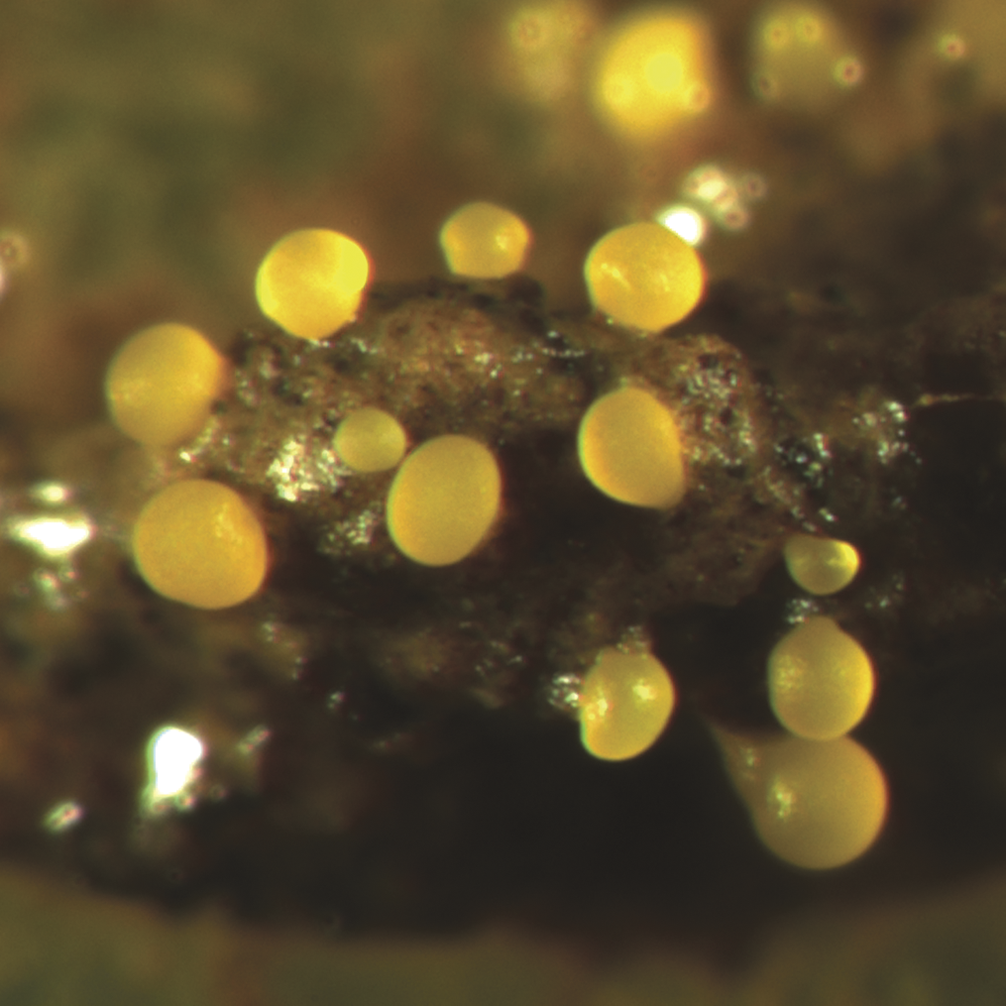
M.xanthus

- Datos: Q142803
- Multimedia: Myxococcus xanthus / Q142803
- Especies: Myxococcus xanthus